# Wilhelm Gericke
Pour les articles homonymes, voir Gericke.
Wilhelm Gericke, né le 18 mai 1845 à Schwanberg (Autriche-Hongrie) et mort le 27 octobre 1925 à Vienne (Autriche), est un chef d'orchestre et compositeur autrichien.